# Cultura da Guiné Equatorial
A cultura da Guiné Equatorial está enraizada nas tradições dos povos que compõem este país. No entanto, a ilha Bioko, onde se encontra a capital, foi amplamente influenciada pelos costumes e tradições espanholas, durante o período colonial.

## Religião, raça, e língua
A maioria das pessoas no país são nominalmente cristãs, enquanto predominantemente praticam catolicismo e animismo.
O espanhol é o idioma oficial, tendo o francês e o português como os idiomas principais alem do oficial do país enquanto o Pidgin do inglês, o Fang, Bubi e Ibo também são comuns.